# Ofeliadorme
Ofeliadorme è un gruppo indie rock italiano di Bologna. Il nome si ispira in parte alla poesia Ophélie di Arthur Rimbaud.

## Carriera

### Gli esordi
Il gruppo è nato a Bologna nell'inverno del 2007, inizialmente formato da Francesca Bono e Gianluca Modica a cui si sono aggiunti, dopo poco, Michele Postpischl e Tato Izzia.
Vengono notati dal conduttore radiofonico Ernesto De Pascale che il 10 maggio del 2008 li invita nella sua storica trasmissione Il Popolo del Blues sulle frequenze nazionali di Popolare Network e regionali di Controradio.
Il 6 maggio 2009 hanno pubblicato il primo EP autoprodotto intitolato Sometimes It's Better to Wait, mixato e masterizzato all'Alpha Dept Studio di Bologna da Francesco Donadello dei Giardini di Mirò.

### Maturità
Il 30 dicembre 2010 il loro primo album All Harm Ends Here viene presentato in anteprima nella trasmissione radiofonica della Rai Alza il Volume, pubblicato poi il 21 febbraio 2011 per la A Buzz Supreme/Audioglobe viene recensito positivamente dalla stampa di settore italiana ed estera. Anche questo lavoro viene mixato da Francesco Donadello.
Il 25 aprile 2011 il video di Ian, diretto da Serena Petrella, viene pubblicato in anteprima sul sito della rivista La Repubblica XL.. L'11 luglio 2012, in anteprima su RockIt, viene pubblicato il video di Paranoid Park diretto da Serena Petrella.
Il producer inglese Howie B, realizza il remix di Paranoid Park che viene pubblicato il 14 novembre 2012 in anteprima sul sito web della rivista Rolling Stone, e segnalato sul sito della prestigiosa rivista britannica NME.

### Attività internazionale
Nello stesso anno compiono un mini tour europeo con due date in Francia e cinque nel Regno Unito, esibendosi, tra gli altri, nello storico Dublin Castel, famoso club di Londra.
Il 22 marzo 2013 è uscito il loro secondo album, Bloodroot per la The Prisoner Record e distribuito da Audioglobe. L'album è prodotto artisticamente dal gruppo in collaborazione con Bruno Germano (Settlefish) presso il Vacuum Studio, con la partecipazione di alcuni ospiti (Angela Baraldi, Vittoria Burattini batterista dei Massimo Volume, Bruno Germano, Marcello Petruzzi e Alberto Poloni), e viene poi mixato da Bruno Germano e masterizzato da Carl Saff nello studio di Chicago.
Il 2 maggio del 2013 sono tornati nel Regno Unito e hanno suonato al Liverpool Sound City Festival.
Il 14 maggio 2013 è uscito il video di Bloodroot, curato da Dogntree, con la regia di Tommaso Alvisi, è stato pubblicato in anteprima sul sito della rivista Rolling Stone.
Nel luglio del 2013 Gianluca Modica ha lasciato la formazione.
Il 21 settembre 2013 hanno partecipato al KeepOn 100% Live Club Festival 2013, evento live annuale riservato ai vincitori del premio KeepOn 100% LIve assegnato sulla base delle votazioni espresse durante l'anno dai direttori artistici dei locali.
Il 21 novembre 2013 hanno partecipato al programma Metropolis della tv satellitare franco/tedesca Arte, in uno speciale sulla scena artistica della città di Bologna.
Durante il 2013 la band ha condiviso il palco con Bachi da Pietra, Calibro 35, Massimo Volume, Amaury Cambuzat (Ulan Bator) e con gli svedesi The Deer Tracks.
Il 16 ottobre del 2014 il video di Pleasure, singolo che anticipa l'uscita del nuovo EP, diretto da lacandida (Antonietta Dicorato e Pasquale Sorrentino), viene pubblicato in anteprima sul sito di Repubblica
Il 3 novembre 2014 pubblicano per la Locomotiv Records l'EP The Tale, in anteprima streaming sul sito di OndaRock già da fine ottobre.
Il nuovo mini album, in qualche modo ispirato alla favola di Amore e Psiche di Apuleio, segna un cambio di rotta nelle sonorità della band che si fanno più cupe ed elettroniche grazie anche all'utilizzo di bass synth e batterie elettroniche.
Nel giugno 2015 gli Ofeliadorme registrano in Galles il loro terzo capitolo che vede dietro al mixer Howie B come produttore artistico e Joe Hirst come sound engineer. L’album viene mixato da Howie B e masterizzato da Frank Merritt.
Parallelamente la band parte per un tour in Cina, il primo fuori dall’Europa dopo aver suonato nel corso degli anni in Francia, Germania, UK, Svizzera, Belgio.
Dopo il successo delle date asiatiche esce Jupiter. Il brano è accompagnato dal video realizzato da Carlotta Piccinini e da un EP di remix a cura di musicisti della scena italiana: Alessandro Gulino, Ezra, Paolo Iocca, Massimo Carozzi, Stromboli, White Raven e Lips Against the Glass.
Il trio è una tra le band italiane selezionate per esibirsi al SXSW ad Austin nel marzo 2017.
Il nuovo album Secret Fires viene pubblicato il 17 marzo 2017 per l'etichetta londinese HB Recordings/PIAS e in Italia per Al-kemi Records/Warner.
Nel maggio del 2017 viene pubblicato da Bowers & Wilkins, in collaborazione con la Real World Records, la versione digitale in alta qualità dell'album "Secret Fires" con due bonus track, il remix di Visions a opera di Nicol, un producer francese e il remix di Birch realizzato da Dobie, musicista e produttore britannico nonché vecchia conoscenza di Howie B e della sua Pussyfoot Records.
Il 29 luglio 2017 si esibiscono al Womad di Charlton Park in Inghilterra.
Mentre continua il tour italiano di presentazione dell’album “Secret Fires”, nel settembre del 2017 tornano nel Regno Unito per partecipare al Synthesis Festival.
A Dicembre 2018 esce un nuovo singolo intitolato "Hands" per l'etichetta inglese Pussyfoot Records, come parte di una compilation dall'ironico titolo "Space is the plaice". Il video, corredato da un video di Seth Morley, viene presentato in anteprima sul sito di Rumore.
Nel settembre del 2020 partecipano a “Reasonance“ una raccolta realizzata a supporto del collettivo musicale turco Grup Yorum con il brano “Afternoon is for love”

## Formazione

### Formazione attuale
- Francesca Bono - voce, chitarra e synth (2007 - presente)
- Michele Postpischl - batteria e percussioni (2007 - presente)
- Tato Izzia - chitarra, basso e synth (2007 - presente)

### Ex componenti
- Gianluca Modica - basso e chitarra (2007 - 2013)

## Discografia

### Album
- 2011 - All Harm Ends Here (A Buzz Supreme/Audioglobe)
- 2013 - Bloodroot (The Prisoner Record/Audioglobe)
- 2017 - Secret Fires (HB Recordings, Al-Kemi Records/Warner Italia, PIAS)

### EP
- 2009 - Sometimes It's Better to Wait (Autoprodotto/Musicaoltranza Digital)
- 2011 - Cheer me up - I Like My Drums (7" Picture disc - Autoprodotto)
- 2014 - In the wake of adversity (Dead Can Dance cover) - Lioness (Songs:Ohia cover) (7" - Autoprodotto)
- 2014 - The Tale (Locomotiv Records)

### Remix
- 2012 - Paranoid Park - remix di Howie B

### Compilation
- 2009 - 6:17PM in Even Dogs Like To Dance
- 2009 - 6:17PM in Busta Compilation #7
- 2009 - 6:17PM in SeriesTwo Vol.19
- 2010 - This world in Retrospective Compilation n.3
- 2010 - No more food for me in Il Natale (non) è reale
- 2010 - Piume di cristallo in Fight Night 2010
- 2011 - Ian in Bottom of Light
- 2011 - Ian in RMag-Music vol.11
- 2011 - Freed from Desire in Il cantanovanta (Garrincha Dischi)[32]
- 2012 - Bike in One of My Turns - A Tribute to Pink Floyd[33]
- 2018 - Hands in Space is the plaice
- 2020 - Afternoon is for love in Resonance, an alternative italian music support to Grup Yorum